# ایان چشایر
ایان چشایر (به انگلیسی: Ian Cheshire) (زاده ۶ اوت ۱۹۵۹) کارآفرین، بازرگان و مدیر ارشد اجرایی بریتانیایی است، که در حال حاضر به‌عنوان مدیر عامل اجرایی شرکت کینگ‌فیشر و رئیس هیئت مدیره شرکت دبنهمس فعالیت می‌کند.